# Опмер

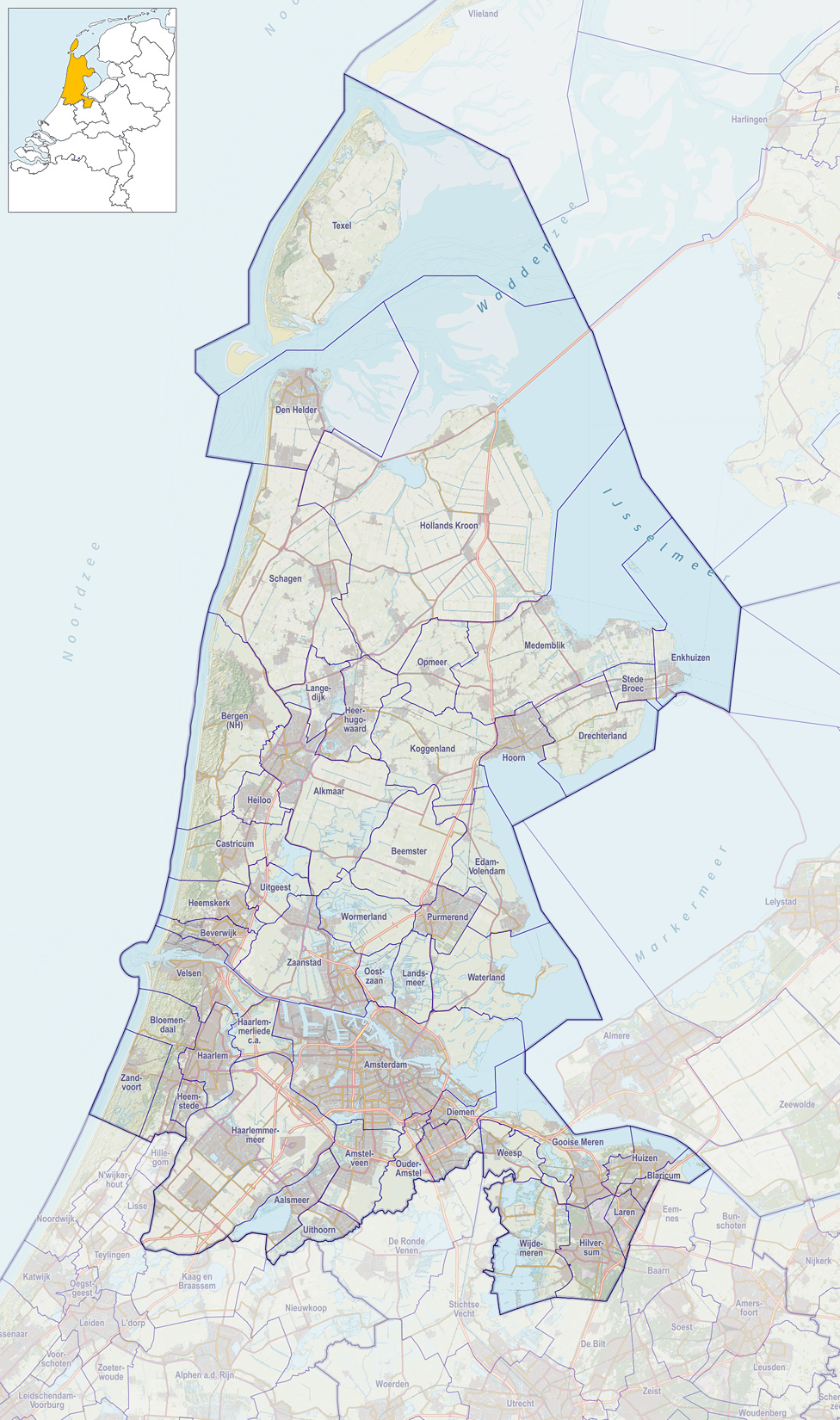
Опмер и соседние муниципалитеты

Опмер (нидерл. Opmeer) — город и община в нидерландской провинции Северная Голландия. Расположена к северу от Амстердама. Площадь общины — 41,98 км², из них 41,66 км² составляет суша. Население по данным на 1 января 2007 года — 11 214 человек. Средняя плотность населения — 267,1 чел/км².
На территории общины находятся следующие населённые пункты: Артсвауд, Де-Вере, Гауве, Хогвауд, Опмер, Спансбрук, Вадвай, Зандвервен.